# Tetragnatha caudifera
Tetragnatha caudifera là một loài nhện trong họ Tetragnathidae.
Loài này thuộc chi Tetragnatha. Tetragnatha caudifera được Eugen von Keyserling miêu tả năm 1887.